# 크리스 크로스 (남성 듀오)
크리스 크로스(Kris Kross)는 1990년대 전반에 활약한 미국의 랩 듀오로, 크리스 "맥 대디" 켈리 (Chris "Mack Daddy" Kelly)와 크리스 "대디 맥" 스미스"(Chris "Daddy Mack" Smith)로 이루어져 있다.
대표곡 〈Jump〉는 1992년에 빌보드 핫 100에서 8주간 1위를 기록했다.
2013년 5월 1일 크리스 켈리가 애틀랜타의 자택에서 사망했다. 사인은 약물 과다복용이며, 코카인과 헤로인을 포함한 두가지 이상의 약물을 복용했다고 한다.